# 莫维尔
莫维尔（法語：Morville，法語發音：[mɔʁvil] ⓘ）是法国芒什省的一个市镇，属于瑟堡区。

## 地理
莫维尔（49°28'25"N, 1°30'45"W）面积7.08 平方千米，位于法国诺曼底大区芒什省，该省份为法国西北部沿海省份，西、北、东北三面环大西洋，东起顺时针与卡爾瓦多斯省、奧恩省、马耶讷省和伊勒-维莱讷省接壤。
与莫维尔接壤的市镇（或旧市镇、城区）包括：科隆比、莱唐贝特朗、略桑、马涅维尔、内格勒维尔、伊沃托博卡日。

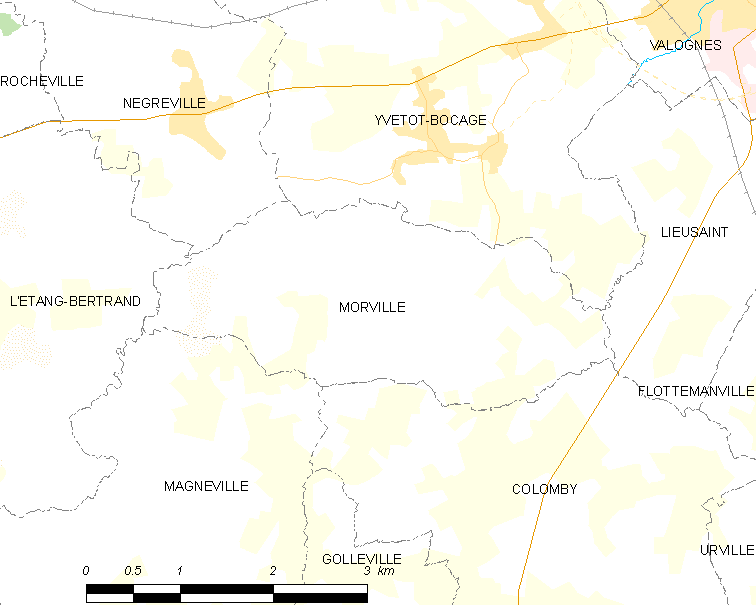
莫维尔的OSM定位图

莫维尔的时区为UTC+01:00、UTC+02:00（夏令时）。

## 行政
莫维尔的邮政编码为50700，INSEE市镇编码为50360。

## 政治
莫维尔所属的省级选区为科唐坦地区布里克贝克县。

## 人口

1962-2008年间莫维尔人口变化图示

莫维尔于2022年1月1日时的人口数量为278人。